# Pirate Treasure
Pirate Treasure é um seriado estadunidense de 1934, gênero aventura, dirigido por Ray Taylor, em 12 capítulos, estrelado por Richard Talmadge, Lucille Lund, Walter Miller e William Desmond. O seriado foi produzido e distribuído pela Universal Pictures, e veiculou nos cinemas estadunidenses a partir de 29 de janeiro de 1934. Foi o 21° seriado sonoro da Universal, e o 89º entre os 137 produzidos pela comapnhia.
É considerado um raro seriado swashbuckling, sendo um grande exemplo do estilo “espadachim-fanfarrão”, e é especialmente elogiado pela atuação de Richard Talmadge, que fez suas próprias cenas de perigo e acrobacia.

## Sinopse
O aviador Dick Moreland usa seus ganhos de um voo recente para financiar uma expedição para recuperar um tesouro enterrado por seu antepassado pirata. No entanto, Stanley Brasset, outro membro do “Clube de Moreland”, rouba seu mapa e sai em busca do tesouro para si. Dorothy Craig se envolve quando Dick precisa de seu carro para perseguir os capangas de Brasset e recuperar o mapa, o que resulta no seqüestro de Dorothy e na exigência de um resgate. Quando sabe sobre o tesouro, Dorothy oferece o iate de seu pai para levá-los para a ilha.
Incapaz de manter o mapa, Brasset se junta à expedição (sua identidade como vilão é desconhecida para os protagonistas) com capangas escondidos a bordo. Os capangas são descobertos e tentam assumir o navio na rota para o Caribe, mas não o conseguem. Brasset os libera novamente após a chegada para impedir que Dick recupere o tesouro. O baú do tesouro, porém, está vazio e a busca continua na ilha. Os nativos da ilha capturam Brasset e seus capangas e planejam sacrificá-los. Dick intervém e eles são trazidos de volta à América como prisioneiros.

## Elenco
- Richard Talmadge … Dick Moreland, aviador e aventureiro
- Lucille Lund … Dorothy Craig
- Walter Miller … Stanley Brasset, vilão
- Patrick H. O'Malley, Jr. … John Craig, pai de Dorothy
- Ethan Laidlaw … Curt
- William Desmond … Capitão Jim Carson
- William L. Thorne … Drake
- Del Lawrence ... Robert Moreland
- Francis Ford ... amigo de Dick
- Edmund Cobb ... Bert

## Produção
Pirate Treasure é um raro seriado swashbuckling, sendo um grande exemplo do estilo “espadachim-fanfarrão”.

## Recepção crítica
Devido ao seu mistério e ao trabalho de Richard Talmadge, Cline considera Pirate Treasure o mais memorável seriado de costumes. Hans J. Wollstein, do Allmovie não considera a atuação de alto padrão, mas elogia: as acrobacias de Talmadge são hoje tão emocionantes como devem ter sido em 1934. Wollstein destaca especialmente o capítulo três (Wheels of Fate), no qual Talmadge cai entre toldos do topo de um edifício.

## Capítulos
1. Stolen Treasure
2. The Death Plunge
3. The Wheels of Fate
4. The Sea Chase
5. Into the Depths
6. The Death Crash
7. Crashing Doom
8. Mutiny
9. Hidden Gold
10. The Fight for the Treasure
11. The Fatal Plunge
12. Captured

Fonte:

## Cliffhangers
1. Stolen Treasure: O carro em alta velocidade transportando Dick vai em direção a um penhasco no mar.
2. Death Plunge: Dick é lançado do telhado de um edifício alto por capangas de Brasset.
3. Wheels of Fate: Dick, em uma moto, dirige em uma estreita ponte bloqueada por um caminhão.
4. Sea Chase: A lancha carregando Dick e Dorothy colide com outra pilotada pelos capangas de Brasset.
5. Into the Depths: Dick cai do cordame de um navio no mar.
6. The Death Crash: Dick e capangas vão sobre um penhasco com um carro em alta velocidade.
7. Crashing Doom: Dick cai do convés do navio, durante um acidente de carregamento.
8. Mutiny: Dick entra num compartimento de carga ardente.
9. Hidden Gold: Dick é atacado por capangas e cai de um penhasco.
10. Fight for the Treasure: Dick e Dorothy encontram-se em uma explosão causada por Brasset.
11. Fatal Plunge: Dick é atacado por crocodilos enquanto luta em um pântano.